# Vlag van Drachtstercompagnie

Vlag van Drachtstercompagnie

De vlag van Drachtstercompagnie is de dorpsvlag van het Nederlandse dorp Drachtstercompagnie, in de Friese gemeente Smallingerland. De vlag werd in 2002 geregistreerd. Het ontwerp van de vlag is van de hand van J.C. Terluin.

## Beschrijving
De beschrijving van de vlag is als volgt:
Van blauw met een witte linksschuinbalk, met een dikte van 1/2 vlaglengte: de balk beginnend in de broekhoek en op 2/3 vlaglengte de bovenzijde van de vlag rakend; de schuinbalk belegd met drie rode liggende blokken: elk blok van 1/6 vlaghoogte en 1/4 vlaglengte, het bovenste en het onderste blok op 1/12 vlaghoogte van de boven- en onderkant van de vlag geplaatst en op een onderlinge afstand van 1/6 vlaghoogte; in de broektop een vierkant met zijden gelijk aan 1/2 vlaghoogte en golvende linksschuin doorsneden van rood en geel met twee afgekeerde klaverbladen van het ene in het andere, uitgaande van de deellijn.
De kleuren zijn afkomstig van het dorpswapen.

## Symboliek
- Zilveren schuinbalk: symbool voor de wijken die in en rond het dorp gegraven zijn.[3]
- Rode turven: zogenaamde lange turf, welke bruin van kleur was. Omwille van heraldische overwegingen is voor de kleur rood gekozen. De kleur rood duidt ook op de heide die rond het dorp aanwezig was.[3]
- Vrijkwartier: verwijst naar het coöperatieve karakter van de compagnie die de venen exploiteerde en later het samenwerken van plaatselijke boeren.[3] De klaverbladen duiden op de landbouw. Waarbij het goud een verwijzing is naar de zandgrond en het rood wederom staat voor de heide.[3]

## Zie ook

Wapen van Drachtstercompagnie